# Лабиринт Реймсского собора

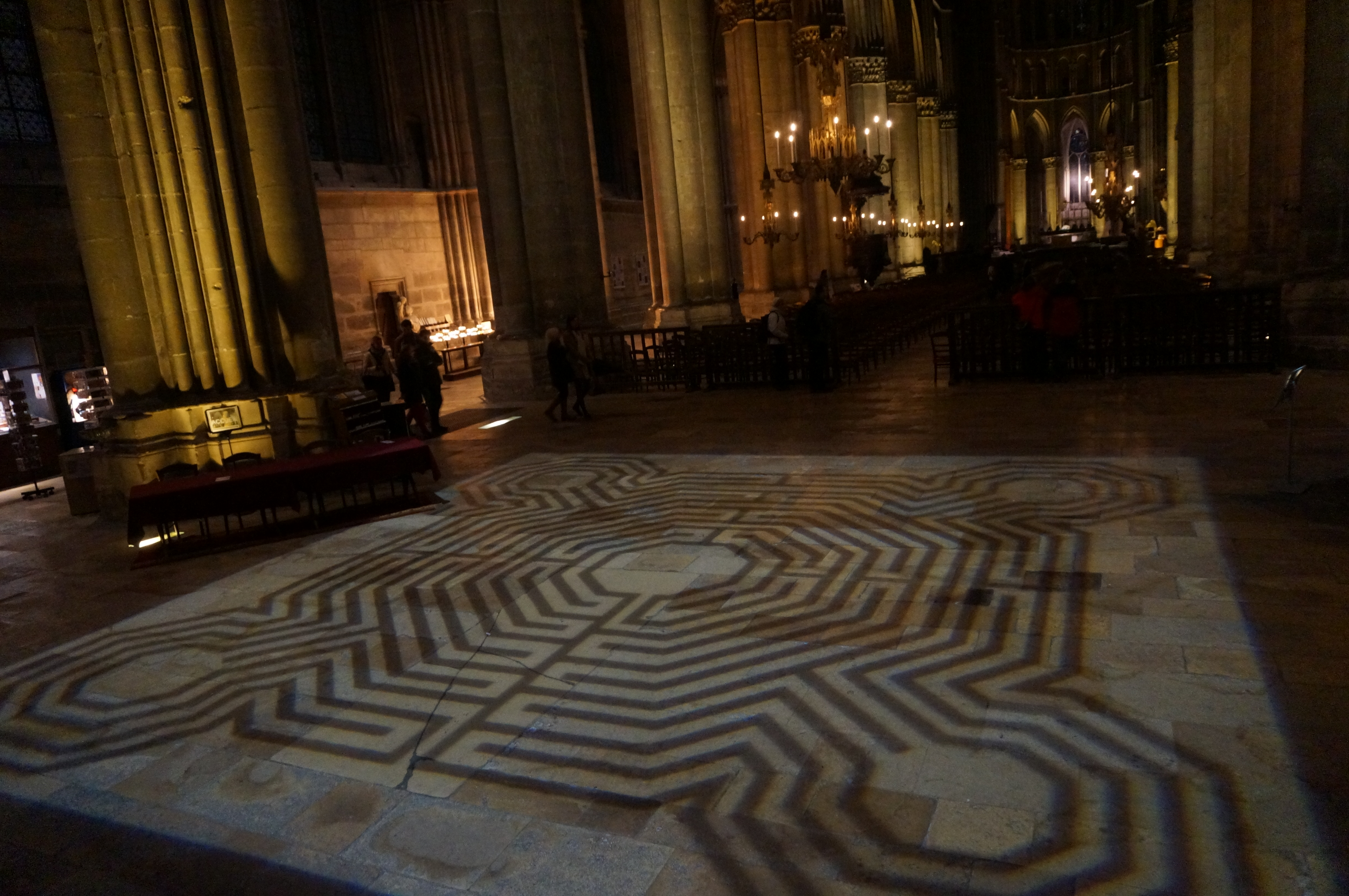
Современная световая проекция лабиринта в Реймсском соборе

Лабиринт Реймсского собора — несохранившийся лабиринт, выложенный из плиток на полу Реймсского собора. Содержал условные портреты и имена первых зодчих, возводивших собор в XIII веке. Созданный около 1290 года, он был разрушен в 1779 году и дошёл до нас только в зарисовке реймсского художника Жака Селье. В XX веке его стилизованное изображение стало логотипом исторических памятников Франции.

## История

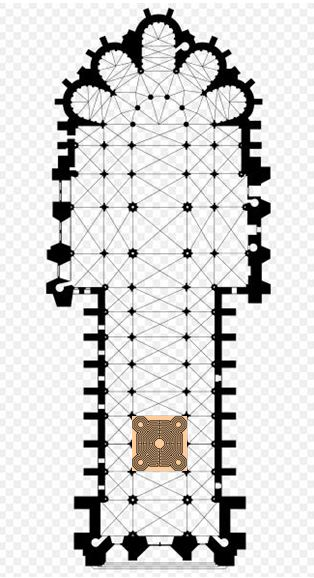
Бывшее местоположение лабиринта в нефе собора

Лабиринт располагался на полу собора, в третьем и четвёртом пролётах нефа, отсчитывая от центрального портала. Он имел форму квадрата с выступающими по углам многоугольниками; длина стороны составляла 10,36 м. Дорожки лабиринта (шириной 27,94 см), выложенные белыми плитками, ограничивались каймой из чёрного камня (11,43 см). В углах лабиринта были изображены зодчие, возводившие собор; изображения сопровождались подробными подписями.
Подобные лабиринты, существовавшие и в других храмах, представляли для верующих некий аналог крестного пути: их нужно было проходить на коленях, читая определённые молитвы. Однако со временем эта благочестивая практика изжила себя, и прохождение лабиринта превратилось в забаву для детей, так что в 1779 году было принято решение о его уничтожении. До нас дошло имя священнослужителя, настоявшего на замене лабиринта простыми плитами: каноник Жакмар. По воспоминаниям современников, он лично скопил и пожертвовал сумму, необходимую для проведения работ, чтобы иметь возможность спокойно и без помех проводить службы.
От лабиринта не осталось даже фрагментов, но, к счастью, Жак Селье, реймсский художник XVI века, сделал его зарисовку, которая вошла в иллюстрированную им рукопись «Recherche de plusieurs singularités» (1587), ныне хранящуюся в Национальной библиотеке Франции. Однако Селье не скопировал надписи, содержавшиеся в лабиринте. Их копия была сделана лишь в
XVII веке каноником Пьером Коко (фр. Pierre Cocquault). К тому времени они уже были полустёрты и читались с трудом; кроме того, записи Коко представляют собой не дословное воспроизведение оригинального текста, а, скорее, его пересказ. Спустя ещё столетие в Реймсе вышла анонимная публикация, автор которой попытался буквально воспроизвести то, что сохранилось от надписей в лабиринте, однако его текст содержит лакуны и явные ошибки в интерпретации некоторых слов. Тем не менее, объединив записи Коко и анонимного журналиста, можно получить достаточно полное представление о содержании не дошедшего до нас текста.

## Интерпретация
Лабиринт Реймсского собора привлекал внимание многих историков искусства и архитектуры. Одним из первых его подробный анализ и интерпретацию осуществил в 1897 году реймсский историк и археолог Луи Демезон. В 1927 году о нём писал Эрвин Панофски в своей работе «Über die Reihenfolge der vier Meister von Reims» («Об очерёдности четверых создателей Реймсского собора»). В 1996 году вышла монография, целиком посвящённая лабиринту (автор Доминик Наэр).

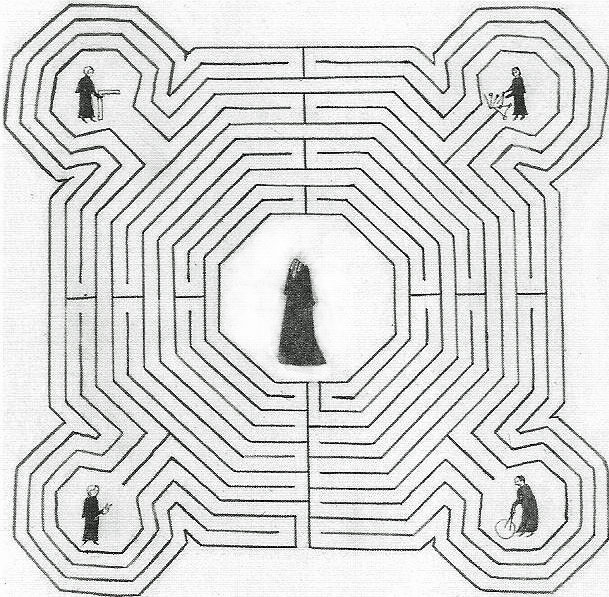
Лабиринт Реймсского собора с фигурами зодчих. Рисунок Жака Селье (XVI век)

Благодаря скопированным Пьером Коко надписям идентификация четырёх угловых фигур не вызывает затруднений: это четверо зодчих, строивших собор в XIII веке. В верхнем правом углу изображён Жан д’Орбе: вероятно, именно он был автором проекта и первым зодчим собора. В верхнем левом углу находится изображение Жана-ле-Лу, который, по версии Демезона, возглавлял строительные работы после Жана д’Орбе. В нижнем левом углу — Гоше Реймсский; в нижнем правом — Бернар Суассонский. Все они изображены с теми или иными атрибутами профессии — строительными инструментами.
Пятая, центральная фигура в лабиринте подписана не была. Историками выдвигаются различные гипотезы о её идентификации; наиболее общепринята версия о том, что это — Альберик де Юмбер, архиепископ Реймса, инициировавший строительство собора в 1211 году и заложивший первый камень в постройку. Первым эту гипотезу выдвинул в 1885 году реймсский библиотекарь и архивист Луи Парис, аргументируя её, в числе прочего, тем, что очень похожий лабиринт находился в Амьенском соборе и в центре этого лабиринта был изображён епископ Эврар де Фуйуа, при котором строился собор. Демезон поддержал эту версию, отметив, что человек на зарисовке Селье выглядит облачённым в одеяние священнослужителя.
Существуют и иные гипотезы о личности изображённого в центре человека: так, многие историки полагают, что это Робер де Куси. Долгое время его ошибочно считали первым архитектором собора, и лишь Луи Парис указал на то, что даты его жизни никак не соотносятся с достоверно известной датой начала строительства Реймсского собора. Однако, даже признавая, что Робер де Куси был не первым, а лишь пятым или шестым в череде зодчих, ряд историков (в том числе Эли Ламбер и Эмиль Маль) тем не менее полагает, что в центре лабиринта изображён он. Поскольку сам лабиринт был создан, вероятно, около 1290 года, Робер де Куси вполне мог быть его автором и отвести себе почётное место в центре, на том основании, что именно он завершил труд, начатый его предшественниками.

## Современность

Логотип исторического памятника Франции

В 1985 году стилизованное изображение лабиринта было утверждено в качестве логотипа исторических памятников Франции. Лабиринт на логотипе отличается от оригинального тем, что изображение повёрнуто на 45°, окрашено в тёмно-красный цвет, и в нём отсутствуют человеческие фигуры.
Ассоциация реймсских меценатов Prisme выдвинула предложение о воссоздании утраченного лабиринта, однако осуществить проект не удалось ввиду технических и административных сложностей. Поэтому было принято решение о создании нематериального образа лабиринта с помощью световой проекции. Этот план был одобрен Министерством культуры и реализован в 2009 году. На установку 80-килограммового проектора и подгонку проецируемого изображения под трёхмерное пространство собора ушло три года. Проекция осуществляется не на постоянной основе, а лишь во время культурных мероприятий.
Изображение лабиринта Реймсского собора использовано в оформлении альбома рок-группы The Rolling Stones «Their Satanic Majesties Request».